# Шеннон, Мем
Мем Шеннон (англ. Mem Shannon); 21 февраля 1959 года, Новый Орлеан, Луизиана, США — американский блюзовый гитарист, певец, автор песен. Номинант Blues Music Awards в номинациях «Лучший дебют» (1996), «Песня года» (2002), «Исполнитель соул-блюза» (2006, 2008), «Альбом соул-блюза» (2006, 2008).

## Биография
Мем Шеннон родился в Новом Орлеане в 1959 году. В возрасте девяти лет начал играть на кларнете и 15 годам овладел им, а также и гитарой, вдохновляемый коллекцией блюзовых пластинок отца. Серьёзно увлёкся блюзом побывав на концерте Би Би Кинга. В течение нескольких лет играл в местных группах, выступавших в клубах (Ebony Brothers Hot Band, затем Free Enterprize), но в 1981 году умер его отец, и Мем Шеннон стал работать таксистом, чтобы содержать семью. Лишь в 1990 году по настоянию бывшего бас-гитариста Free Enterprize, начал снова появляться в клубах. В начале 1990-х он сформировал группу под названием Mem Shannon and the Membership, которой удалось выиграть конкурс талантов и выступить на престижном New Orleans Jazz & Heritage Festival 1991 года (впоследствии являлся постоянным участником этого фестиваля в течение 15 лет)
В 1995 году демо-запись Шеннона попала к Джо Бойду из Hannibal Records, и в том же году вышел дебютный альбом Шеннона A Cab Driver’s Blues. Песни на альбоме включали фрагменты реальных разговоров с его клиентами во время поездок на такси. В апреле 1996 года Шеннон получил номинацию Blues Music Awards как претендент на звание лучшего дебютанта и объявил, что он прекращает работать таксистом, и на постоянной основе строит музыкальную карьеру. После этого музыкант регулярно записывался и гастролировал, в его активе выступления на всех престижных фестивалях в США. Второй альбом музыканта 2nd Blues Album вышел в 1997 году, и по одной из рецензий: «В то время как A Cab Driver’s Blues перемежал музыку реальными разговорами с водителями, этот альбом полностью деловой — 11 песен, в основном, размышления о несправедливости и бедности в современной Америке. Шеннон явно ставит свои тексты на первое место».
Его песня «SUV» в 2002 году победила в номинации «Песня года» по версии критиков журнала Living Blues, а также была номинирована на премию Blues Music Award как песня года. Альбом 2006 года I’m From Phunkville и концертный альбом 2008 года Live: A Night at Tipitina’s номинировались на звание лучших альбомов соул-блюза, а сам Шеннон с ними на звание лучшего исполнителя соул-блюза.
Помимо упомянутых наград, Мем Шеннон на втором месте в номинации «Новое имя блюзовой сцены» по версии журнала OffBeat (1996), втором месте в номинации «Лучший дебютный альбом» по версии Living Blues (1996), автор лучшего блюзового альбома исполнителя из Луизианы по версии OffBeat (1996), номинант в номинации «Лучший блюзовый альбом» и «Лучший блюзовый исполнитель» по версии Best of the Beat (1999), лучший блюзовый исполнитель по версии Big Easy Entertainment Awards (2000)
Мем Шеннон — персонаж в роли самого себя в романе 2008 года «Bad Moon Rising» Джонатана Маберри.
«Шеннон блестяще сочетает элементы фанка, джаза и рок-н-ролла в своей игре на гитаре, а его проникновенный вокал — это вам не ваш заурядный стиль…Его музыка не застряла в режиме джамп-шаффла. Он смотрит шире, включив элементы фанка, джаза, болотного рока и классического рока в блюзовое звучание Membership. Группа добавляет фанка с помощью различных шаффл-барабанов, пульсирующих басовых линий, воющего саксофона и невесомых клавишных обработок».
Flagpole: «Мем Шеннон — уникальная личность в мире современного блюза. Конечно, он крутой старьёвщик, который многим обязан школе Би Би Кинга в области пространства и вкуса, а не миллиону пентатонических гамм. И конечно, его группа поддержки The Membership может приготовить горячее блюзовое рагу, приправив его штрихами новоорлеанского болотного рока, R&B и фанка».
JazzTimes: «Всегда избегая избитых блюзовых клише, Мем ловко переключается с фанка на джаз, рок и проникновенные баллады…ни один другой артист на блюзовой сцене не обладает таким остроумием, проницательностью и состраданием, чтобы писать мелодии с таким широким спектром тем».

## Дискография
- A Cab Driver’s Blues (1995)
- 2nd Blues Album (1997)
- Spend Some Time with Me (1999)
- Memphis in the Morning (2001)
- I’m From Phunkville (2005)
- Live: A Night at Tipitina’s (2007)[6]